# Rudolf Heinze

Rudolf Heinze

Karl Rudolf Heinze (* 22. Juli 1865 in Oldenburg (Oldenburg); † 16. Mai 1928 in Dresden) war ein deutscher Jurist und rechtsliberaler Politiker (NLP, DVP). Er war 1907–1912 und 1920–1928 Mitglied des Reichstages sowie 1919/20 Vorsitzender der DVP-Fraktion in der Weimarer Nationalversammlung. 1920–1921 und 1922–1923 war er Reichsjustizminister. Während der Reichsexekution gegen die sächsische Landesregierung im Herbst 1923 war Heinze Reichskommissar.

## Leben
Heinze, der evangelisch-lutherischer Konfession war, wurde als Sohn des Philosophieprofessors Max Heinze in Oldenburg geboren. Sein jüngerer Bruder war der spätere klassische Philologe Richard Heinze. Nach dem Abitur in Leipzig studierte er von 1883 bis 1886 Rechtswissenschaften in Tübingen, Heidelberg, Berlin und Leipzig. Während seines Studiums wurde er Mitglied im Verein Deutscher Studenten, dessen Vorortvorsitz er 1886 innehatte. 1887 wurde Heinze in Leipzig zum Doktor der Rechte promoviert. Nach seiner Militärzeit als Einjährig-Freiwilliger trat er in den sächsischen Justizdienst ein und wurde 1896 Amtsrichter in Dresden. 1900 heiratete er Anna Leue geb. Hotop. Aus dieser Ehe gingen vier Kinder hervor. Nach einigen Jahren als Landgerichtsrat wurde Heinze 1906 zum Landgerichtsdirektor berufen. 1912 schied Heinze aus dem sächsischen Justizdienst aus und wurde Mitarbeiter bei der Oberreichsanwaltschaft in Leipzig. 1914 erfolgt die Berufung zum Reichsgerichtsrat am Reichsgericht in Leipzig.
Im Ersten Weltkrieg war er von 1914 bis 1916 als Hauptmann in der Zentralpolizeistelle in Polen eingesetzt. Aufgrund persönlicher Kontakte in der Türkei war er von 1916 bis 1918 als Unterstaatssekretär im türkischen Justizministerium in Konstantinopel tätig. Anschließend kehrte er nach Deutschland zurück. Von der Türkei empfohlen, wirkte Heinze 1926/27 als Vorsitzender des Konsularobergerichtes im Königreich Ägypten unter britischem Protektorat.

## Partei
Heinze war ursprünglich Mitglied der Nationalliberalen Partei, deren Zentralvorstand er von 1906 bis 1916 angehörte. Nach Ende des Ersten Weltkrieges beteiligte sich Heinze an der Gründung der Deutschen Volkspartei (DVP) und wurde zeitweise stellvertretender Parteivorsitzender unter Gustav Stresemann.

## Abgeordneter

Wahlkampf-Postkarte von 1912

1899 wurde Heinze Stadtverordneter und 1903 Stadtrat in Dresden. 1907 zog er für den Reichstagswahlkreis Königreich Sachsen 5 Dresden links der Elbe in den Reichstag ein, dem er bis 1912 angehörte. Weitere Reichstagskandidaturen (1903 im Reichstagswahlkreis Königreich Sachsen 1, 1912 im Reichstagswahlkreis Königreich Sachsen 5 und Reichstagswahlkreis Königreich Sachsen 6) blieben erfolglos.
1915/16 war Heinze Abgeordneter der II. Kammer des Sächsischen Landtags für den Wahlkreis Dresden III. 1919/20 gehörte er der Weimarer Nationalversammlung an. Er war dort Vorsitzender der DVP-Fraktion und Mitglied im „Ausschuß zur Vorbereitung des Entwurfs einer Verfassung des Deutschen Reichs“. Er gilt als einer der Väter des Kompromisses zwischen Regierung und Teilen der Opposition im Ringen um die Annahme des Versailler Vertrages. Von 1920 bis zu seinem Tode war Rudolf Heinze Abgeordneter des Reichstages.

## Öffentliche Ämter

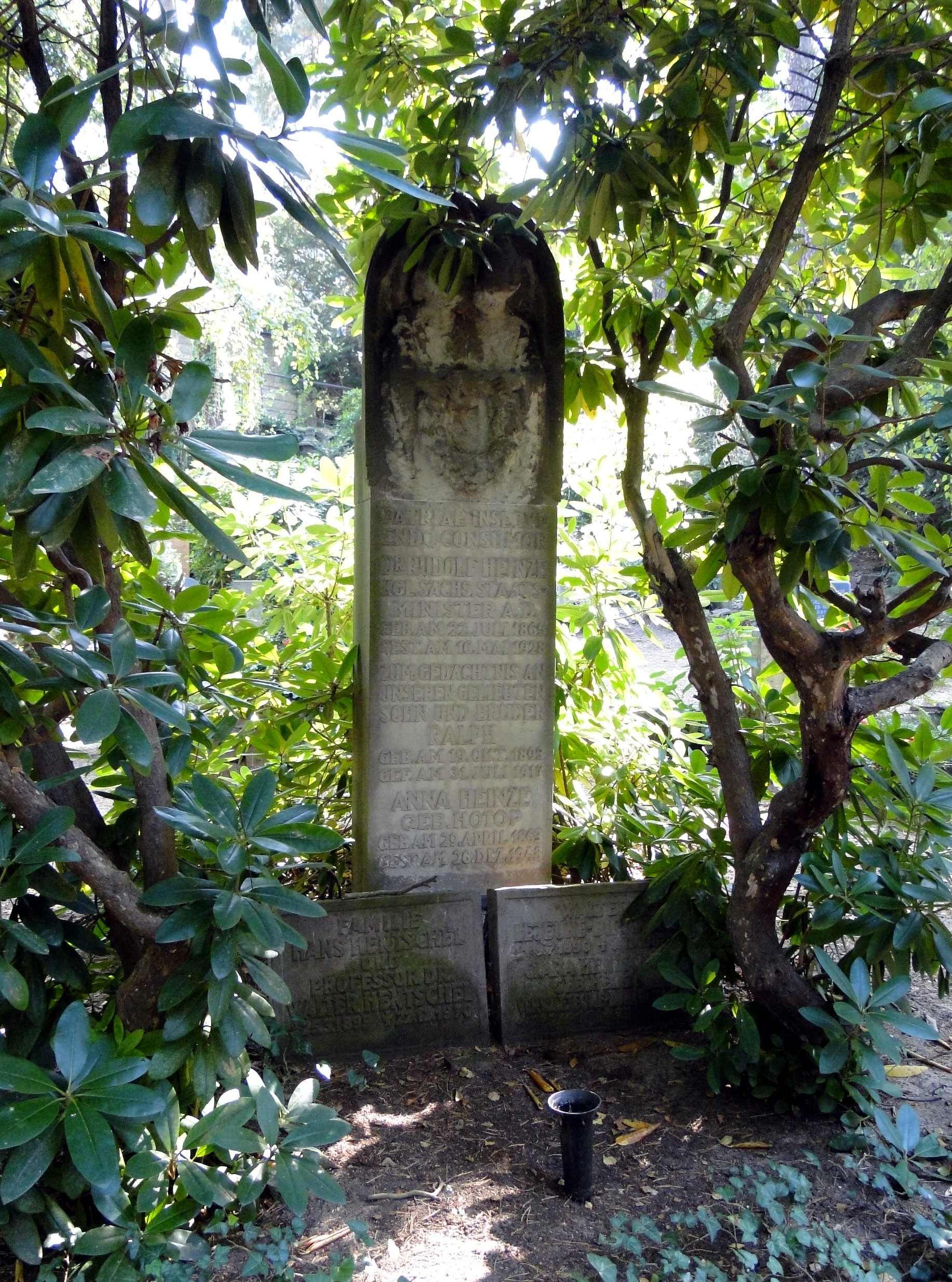
Grab Rudolf Heinzes auf dem Waldfriedhof Weißer Hirsch

Heinze wurde am 13. Juni 1918 zum sächsischen Justizminister ernannt, vom 26. Oktober bis zum 13. November war er der letzte königlich-sächsische Vorsitzende des Gesamtministeriums (Ministerpräsident). Dem Kabinett gehörten erstmals Sozialdemokraten an. Bevor seine Reformvorschläge diskutiert werden konnten, machte die Novemberrevolution seinem Amt ein Ende.
Nach den ersten Reichstagswahlen vom 6. Juni 1920 wurde Heinze mit der Bildung einer Reichsregierung beauftragt. Er scheiterte jedoch an der Sozialdemokratischen Partei Deutschlands (SPD), welche die DVP wegen ihrer nationalistischen Haltung in der Außenpolitik für nicht koalitionsfähig hielt. Im Kabinett von Constantin Fehrenbach war er 1920/21 Vizekanzler und Justizminister, unter Reichskanzler Wilhelm Cuno war Heinze 1922/23 Justizminister. 
Am 11. Januar 1923 kam es zur Ruhrbesetzung durch französische und belgische Truppen. Die Regierung Cuno rief zum passiven Widerstand auf, Heinze organisierte die Versorgung der Bevölkerung. Aufgrund des passiven Widerstands brach das Wirtschaftsleben zusammen und es kam zu einer Hyperinflation. Die Regierung Cuno musste daraufhin zurücktreten.
Am 29. Oktober 1923 wurde durch eine Reichsexekution die sächsische Regierung aus Sozialdemokraten und Kommunisten durch Reichspräsident Friedrich Ebert auf Grundlage von Artikel 48 der Weimarer Reichsverfassung des Amtes enthoben, nachdem sich der sächsische Ministerpräsident Erich Zeigner geweigert hatte, die illegal aus kommunistischen Arbeitern gebildeten und bewaffneten Einheiten aufzulösen sowie die Entlassung kommunistischer Minister vorzunehmen. Reichskanzler Gustav Stresemann ernannte Heinze zum Reichskommissar, der die Aufgaben Zeigners übernahm. Unterstützt durch die Reichswehr setzte Heinze weitere Kommissare für die einzelnen Ministerien ein. Nach wenigen Tagen konnte er die Geschäfte an eine neu gebildete sächsische Regierung unter dem Sozialdemokraten Alfred Fellisch übergeben.